# Flaga Kurlandii i Semigalii
Flaga Kurlandii i Semigalii przedstawiała dwa pasy poziome, górny pas był czerwony, a dolny biały. Barwy biorą się z herbu Kurlandii, który przedstawiał czerwonego lwa na srebrnym tle.